# Glenfinnan
Glenfinnan, schottisch-gälisch: Gleann Fhionghain, ist ein kleines Dorf in den schottischen Highlands am Nordrand von Loch Shiel mit etwa 100 Einwohnern.

## Geographie
Glenfinnan liegt in der Council Area Highland an der Mündung dreier Flüsse in den Loch Shiel. Von Norden her kommt der River Finnan durch das gleichnamige Tal Glen Finnan, im Osten liegt das Flusstal des Callop River und vom Westen her kommt der Fluss Abhainn Shlatach. Die Straße A830 und die West-Highland-Eisenbahnstrecke führen durch den Ort.

## Besonderheiten

### Das Glenfinnan Monument
Das Glenfinnan Monument liegt am Ufer von Loch Shiel. Es wurde im Jahr 1815 nach Plänen des schottischen Architekten James Gillespie Graham erbaut, um den Platz zu markieren, an dem 1745 die Standarte von Prinz Charles Edward Stuart zu Beginn der zweiten Jakobiterrevolte gehisst wurde.
Prinz Charles brach von Frankreich auf und landete in Eriskay auf den Western Isles. Von dort aus ruderte er in einem Boot bis zur Küste am Loch nan Uamh, gleich westlich von Glenfinnan. Hier traf er auf Mitglieder des Clans MacDonald, die in den nächsten Tagen Unterstützung von weiteren MacDonalds, Camerons und Macdonnells bekamen.
Als er entschied, genügend Unterstützung zu haben, hisste er am Montag, den 19. August 1745 auf dem nahen Hügel seine königliche Standarte und beanspruchte den schottischen und englischen Thron im Namen seines Vaters James Francis Edward Stuart. Dies war der Beginn der Rebellion, die acht Monate später in der Schlacht bei Culloden am 16. April 1746 niedergeschlagen wurde.
Nach der Schlacht geriet der Verlierer Charles auf seiner Flucht vor den Truppen der Regierung wieder in dieselbe Gegend. Dort konnte er sich verstecken und später mit einer französischen Fregatte von der Küste, nahe dem Platz, wo er gelandet war, wieder fortsegeln. Das Monument markiert auch den Ort, an dem dies geschah.
1815 ließ Alexander Macdonald von Glenaladale ein Memorial erbauen, auf dem eine Statue eines Highlanders im Kilt zu sehen war, um der historischen Ereignisse dieses Ortes zu gedenken. Der 19. August wird dort jährlich von Jakobitern im Gedenken gefeiert. Das Monument steht an seiner heutigen Stelle, weil der ursprünglich vorgesehene Platz 1812 dank Thomas Telford von einer Straße durch Glenfinnan verbaut worden war. Alexander Macdonald starb noch vor der Vollendung des Bauwerks.
Seit 1938 wird das Glenfinnan Monument vom National Trust for Scotland betreut. Ein Besucherzentrum wurde errichtet, das sämtliche für den Tourismus erforderlichen Annehmlichkeiten wie Führungen, Ausstellungen, Cafés, Shops und weitere Einrichtungen bereitstellt. 2019 wurde das Glenfinnan Monument von rund 462.000 Personen besucht. 2024 betrug die Besucherzahl etwa 546.000 Personen.

### Weitere Sehenswürdigkeiten
- Glenfinnan-Viadukt
- Glenfinnan railway station mit kleinem Museum
- Saint Mary & Saint Finnan Catholic Church katholische Kirche von Glenfinnan

## Trivia
- In der Highlander-Franchise stammen zwei der Hauptcharaktere, Connor und Duncan MacLeod, ursprünglich aus dem Glenfinnan des 16. Jahrhunderts. Die Aufnahmen vom Stammsitz stammen aber von Eilean Donan Castle am Loch Duich, nicht weit entfernt vom Loch Shiel.